# Suhor pri Dolenjskih Toplicah
Suhor pri Dolenjskih Toplicah is een plaats in Slovenië en maakt deel uit van de gemeente Dolenjske Toplice in de NUTS-3-regio Jugovzhodna Slovenija. De plaats telde 59 inwoners op 1 januari 2020.